# Eupithecia bialbata
Eupithecia bialbata es una especie de polilla de la familia Geometridae. La especie fue descrita por primera vez por William Warren habiendo sido descrita en 1901, con distribución en Brasil.